# Victor Baumann
Pour les articles homonymes, voir Baumann.
Hans Adolf Victor Baumann, né le 28 décembre 1870 à Christiania et mort le 3 février 1932 à Trondheim, est un officier de marine norvégien et explorateur polaire. 
Il est capitaine du Fram et chef adjoint de la deuxième expédition du Fram de 1898 à 1902.

## Biographie
Victor Baumann est né à Christiania, aujourd'hui Oslo, en 1870. Il est le fils d'un ingénieur ferroviaire. Il grandit à Skedsmo et à Røros et devient élève de la marine à l'école de guerre navale de Horten. De 1895 à 1897, il étudie l'électrotechnique à l'Université technique royale prussienne de Berlin, puis travaille à l'Observatoire naval impérial de Wilhelmshaven.

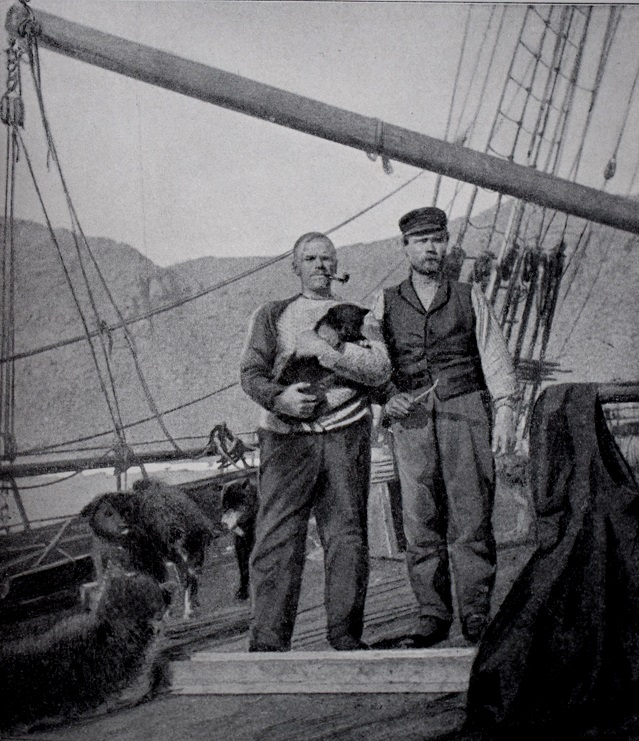
Victor Baumann et Oluf Raanes sur le Fram en 1902

Il se porte volontaire pour participer à la deuxième expédition du Fram en 1898. Il est alors premier lieutenant dans la marine. Le but de l'expédition est de faire le tour du Groenland et d'explorer la côte nord-est encore inconnue. Pour ce faire, le Fram doit voyager depuis la baie de Baffin en passant par le détroit de Nares entre le Groenland et l'île d'Ellesmere et tourner vers l'est dans la mer de Lincoln. Le chef de l'expédition, Otto Sverdrup, le nomme capitaine du navire et chef adjoint de l'expédition. Il place sous son commandement l’équipage et les scientifiques. Les conditions difficiles des glaces dans la zone cible en 1898 obligent Sverdrup à modifier ses plans. Après avoir hiverné dans le détroit de Smith, il renonce à voyager vers le nord et demande à Baumann de diriger le navire vers le détroit de Jones. L'expédition y hiverne trois fois. Au cours de longues promenades en traîneau, les hommes découvrent plusieurs grandes îles de ce qui est aujourd'hui l'archipel arctique canadien, notamment l'île Axel Heiberg, l'île Ellef Ringnes et l'île Amund Ringnes. Ils cartographient 150 000 km2 de terres jusque-là inconnues. En mai 1902, avec Ivar Fosheim et Oluf Raanes, il franchit la péninsule de Grinnell (North Devon), parcourt le canal de Wellington jusqu'à l'île Beechey, ancien lieu d'hivernage de l'expédition Franklin, que les explorateurs découvrent être une île. 
Avec sa formation nautique, Baumann est d'une grande utilité à l'expédition. Cependant, son mépris pour le travail scientifique conduit à des tensions avec les naturalistes, notamment avec le botaniste Herman Georg Simmons (de).
En 1904, Baumann épouse Ragnhild Roll de Hammerfest. Le couple a plusieurs enfants. En 1911, il est promu capitaine de frégate. Il prend un congé de la marine en 1908 pour travailler comme inspecteur de navires pour la compagnie maritime Det Nordenfjeldske Dampskibsselskab (de) à Trondheim, dont il est promu directeur adjoint en 1922. Il meurt à Trondheim en 1932 et est enterré à Haslum.

## Récompenses et distinctions
- Baumann a reçu la Croix de Chevalier de l'Ordre de Saint-Olaf le 23 avril 1903 pour ses « mérites scientifiques » lors de la deuxième expédition Fram[3].
- Otto Sverdrup a donné son nom au fjord Baumann de l'île d'Ellesmere[6].
- À Trondheim, une rue porte son nom[1].